# Vaudreuille
Vaudreuille (okzitanisch Vaudrulha) ist eine französische Gemeinde mit 385 Einwohnern (Stand: 1. Januar 2022) im Département Haute-Garonne in der Region Okzitanien (vor 2016 Midi-Pyrénées). Die Gemeinde gehört zum Arrondissement Toulouse und ist Mitglied im Gemeindeverband Communauté de communes Aux sources du Canal du Midi. Die Einwohner werden Vaudreuillois und Vaudreuilloises genannt.

## Geografie

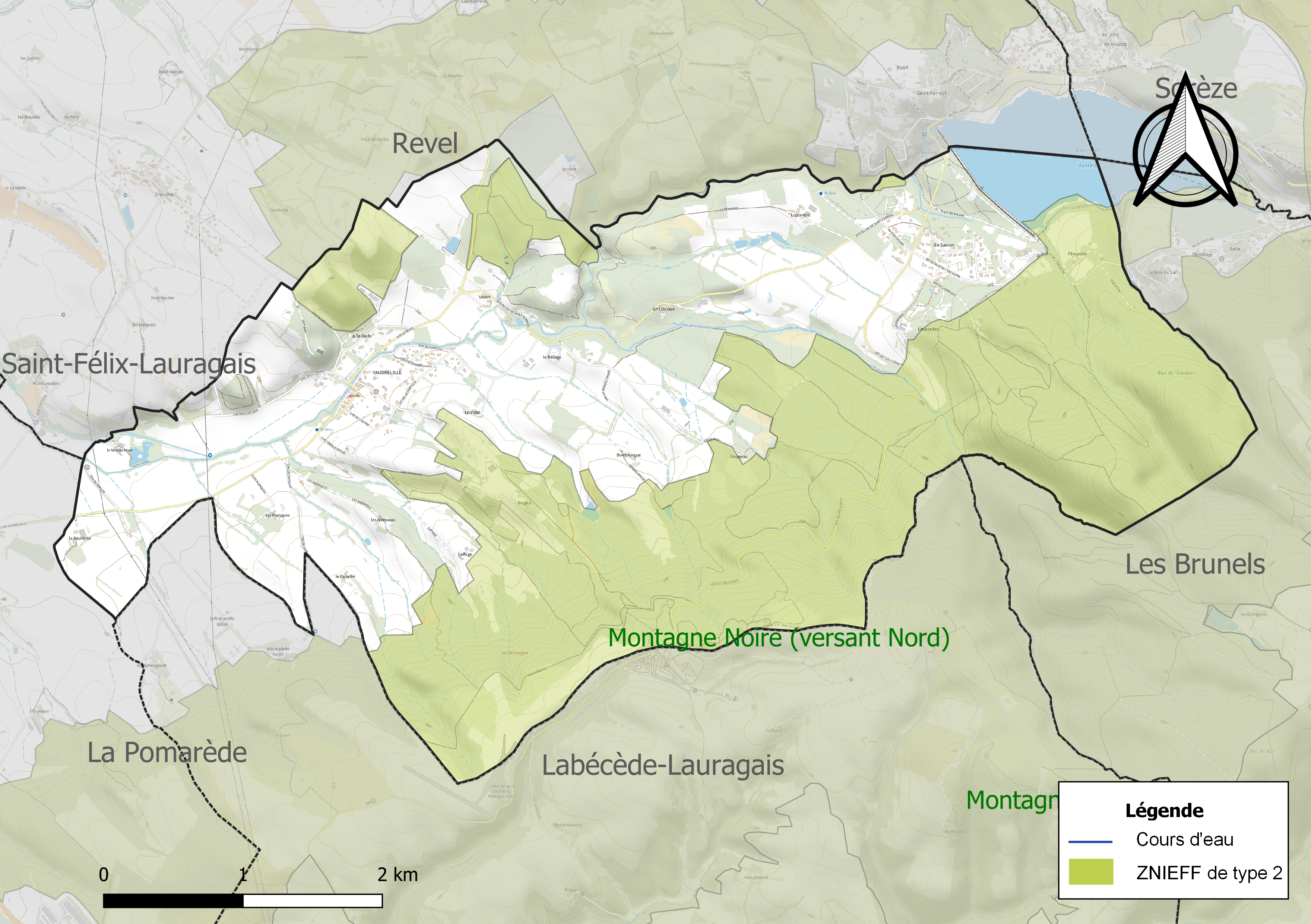
ZNIEFF-Naturzone „Montagne Noire (versant Nord)“

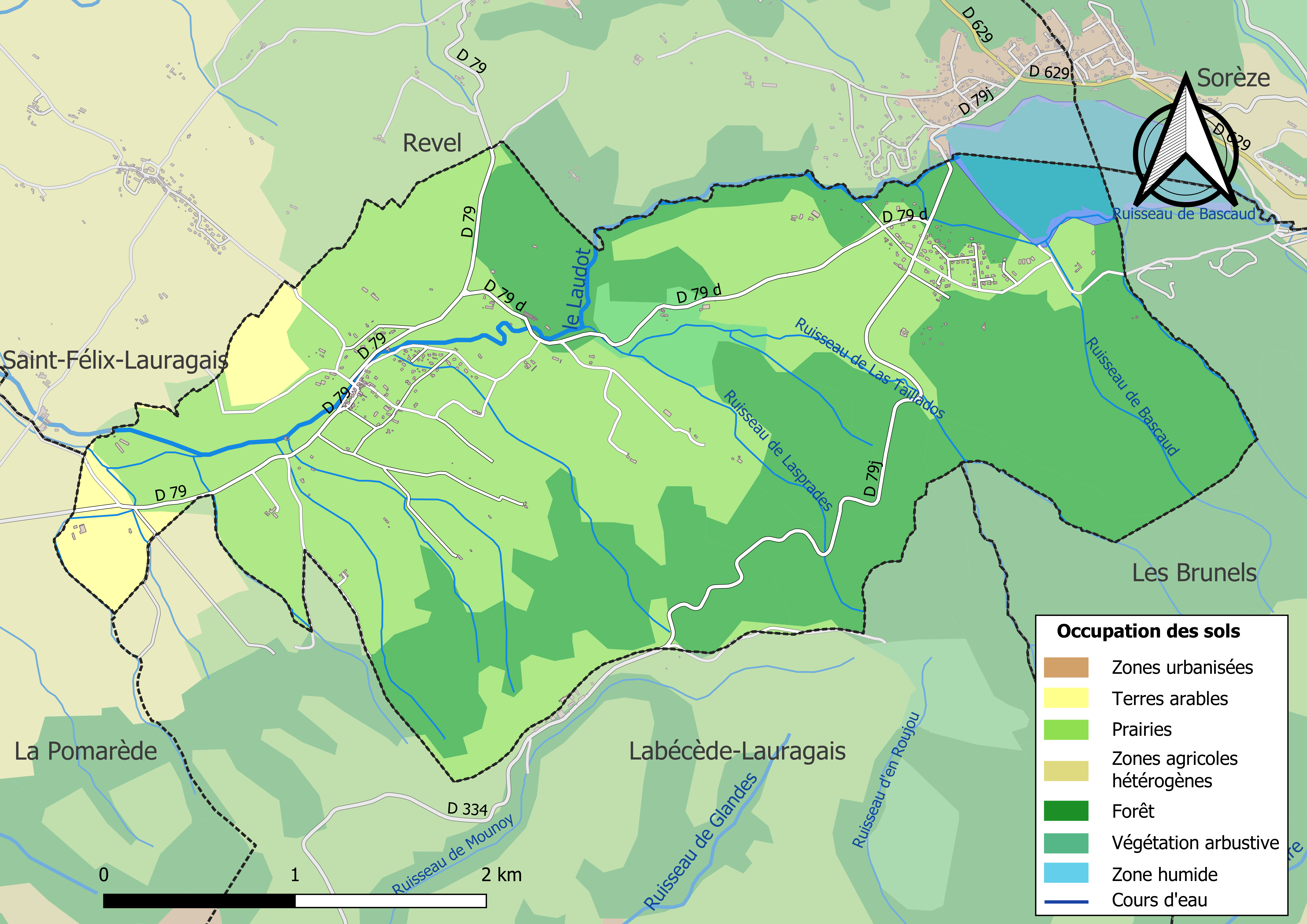
Bodennutzung, Hydrografie und Infrastruktur der Gemeinde (2018)

Vaudreuille befindet sich in der historischen Landschaft des Lauragais am östlichen Rand des Départements an der Grenze zu den benachbarten Départements Tarn und Aude, etwa 38 Kilometer nordwestlich von Carcassonne und etwa 48 Kilometer südöstlich von Toulouse. Das Zentrum liegt im Tal des Laudot etwa auf 240 m Höhe. Das Gemeindegebiet erhebt sich in südöstlicher Richtung durch die westlichen Ausläufern der Montagne Noire auf über 500 m.
Die Gemeinde liegt im Einzugsgebiet der Garonne und wird außer vom Laudot vom Ruisseau de Bascaud, vom Ruisseau de Lasprades, vom Ruisseau de Las Taillados, vom Ruisseau de Poutou und verschiedenen kleineren Bächen entwässert. Der Laudot wird im Nordosten zum Reservoir von Saint-Ferréol aufgestaut und verläuft anschließend von Ost nach West im nördlichen Gemeindegebiet, dieses teilweise begrenzend. Zahlreiche Wasserläufe laufen in nordwestlicher Richtung auf den Laudot zu.
Das Gebiet von Vaudreuille ist Teil der ZNIEFF-Naturzonen „Montagne Noire (versant Nord)“ (730010009) und „Pelouses au sud de Revel“ (730010284). Etwa 46 % der Fläche der Gemeinde werden landwirtschaftlich genutzt, etwa 43 % sind bewaldet, insbesondere in den höher gelegenen Gebieten.
Umgeben wird Vaudreuille von den Nachbargemeinden Revel im Norden, Sorèze (Département Tarn) über einen Berührungspunkt im Nordosten, Les Brunels (Département Aude) im Osten und Südosten, Labécède-Lauragais (Département Aude) im Süden sowie La Pomarède (Département Aude) im Westen und Südwesten.

## Bevölkerungsentwicklung

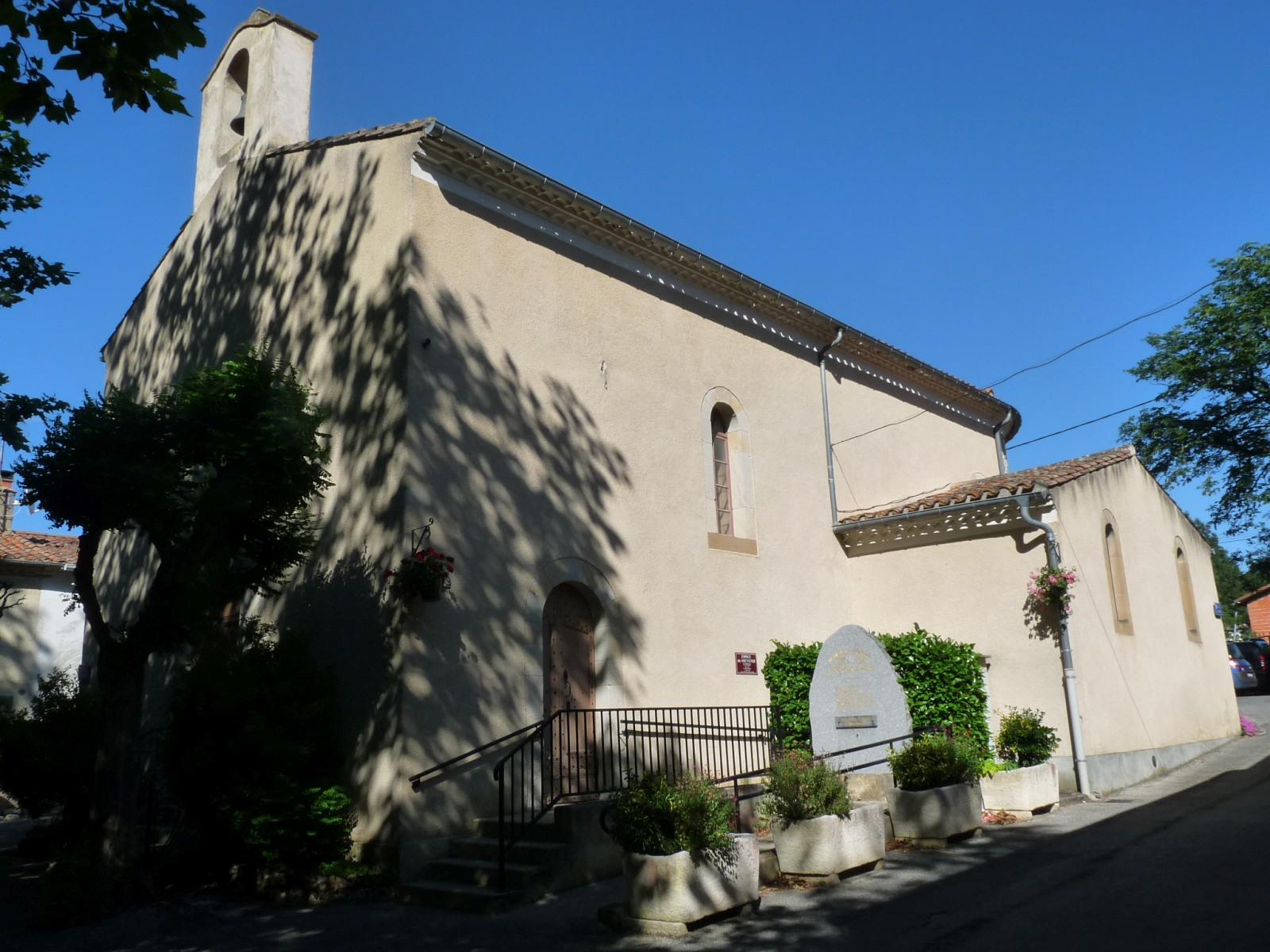
Kirche Saint-Jean-Baptiste

| Jahr                      | 1962 | 1968 | 1975 | 1982 | 1990 | 1999 | 2006 | 2013 | 2020 |
| Einwohner                 | 152  | 139  | 118  | 170  | 246  | 261  | 332  | 362  | 384  |
| Quelle: Cassini und INSEE |      |      |      |      |      |      |      |      |      |

## Sehenswürdigkeiten
- Kirche Saint-Jean-Baptiste
- Ehemalige Friedhofskapelle Saint-Martin mit Ursprüngen aus dem 11. Jahrhundert, seit 1996 als Monument historique eingeschrieben
- Das Reservoir von Saint-Ferréol wurde am Ende des 17. Jahrhunderts errichtet, um den Wasserstand des Laudot regulieren zu können. Der Stausee ist seit 1997 als Monument historique eingeschrieben.
- Schloss Rigaud

## Verkehr
Vaudreuille ist nicht direkt an eine größere Verkehrsachse angebunden. Die nachrangigen Departementsstraßen 79, 79D und 79J stellen Verbindungen der Weiler innerhalb der Gemeinde und zu Nachbargemeinden her. Eine Buslinie der regionalen Transportgesellschaft liO verbindet Vaudreuille mit Revel und Castelnaudary.

## Persönlichkeiten
- Philippe de Rigaud de Vaudreuil (um 1650–1725), Gouverneur von Neufrankreich, geboren in Vaudreuil